# N.W.A. and the Posse
N.W.A. and the Posse är ett samlingsalbum av hiphopgruppen N.W.A, släppt 6 november 1987 på Macola Records. Albumet är uppbyggt av olika Dr. Dre-producerade låtar, och marknadsfört som ett N.W.A-album. På albumet finns tidigare släppta låtar av N.W.A, Eazy-E, Fila Fresh Crew och Rappinstine. Albumet toppade på plats 39 på Billboards Top R&B/Hip-Hop Albums-lista.
Enligt den tidigare originalmedlemmen Arabian Prince är albumet en bootleg. Han hävdade även att det egentligen var en EP av N.W.A, som bestod av ungefär fyra låtar, men Macola Records lade till låtar efter N.W.A lämnat skivbolaget, och Macola sålde det som ett album.
1989 släpptes en nyutgåva under Ruthless Records, där de ersatte Rappinstines låt "Scream", med N.W.A:s "A Bitch Iz a Bitch". Albumet blev certifierat guld av RIAA.

## Låtlista
| Nr           | Titel               | Rappare                                   | Längd   |
| ------------ | ------------------- | ----------------------------------------- | ------- |
| 1.           | "Boyz-n-the-Hood"   | Eazy-E                                    | 5:37    |
| 2.           | "8 Ball"            | Eazy-E, MC Ren                            | 4:26    |
| 3.           | "Dunk the Funk"     | Fila Fresh Crew                           | 5:01    |
| 4.           | "Scream"            | M. "Microphone Mike" Troy, Rappinstine    | 3:18    |
| 5.           | "Drink It Up"       | Fila Fresh Crew                           | 4:45    |
| 6.           | "Panic Zone"        | Krazy Dee, Dr. Dre, Arabian Prince        | 3:33    |
| 7.           | "L.A. Is the Place" | Eazy-E, Ron-De-Vu                         | 4:31    |
| 8.           | "Dope Man"          | Ice Cube, Eazy-E, Krazy Dee, Rick Dickson | 6:16    |
| 9.           | "Tuffest Man Alive" | Fila Fresh Crew                           | 2:16    |
| 10.          | "Fat Girl"          | Eazy-E, Ron-De-Vu                         | 2:45    |
| 11.          | "3 the Hard Way"    | Fila Fresh Crew                           | 4:10    |
| Total längd: | Total längd:        | Total längd:                              | 1:00:16 |